# Mark Doty

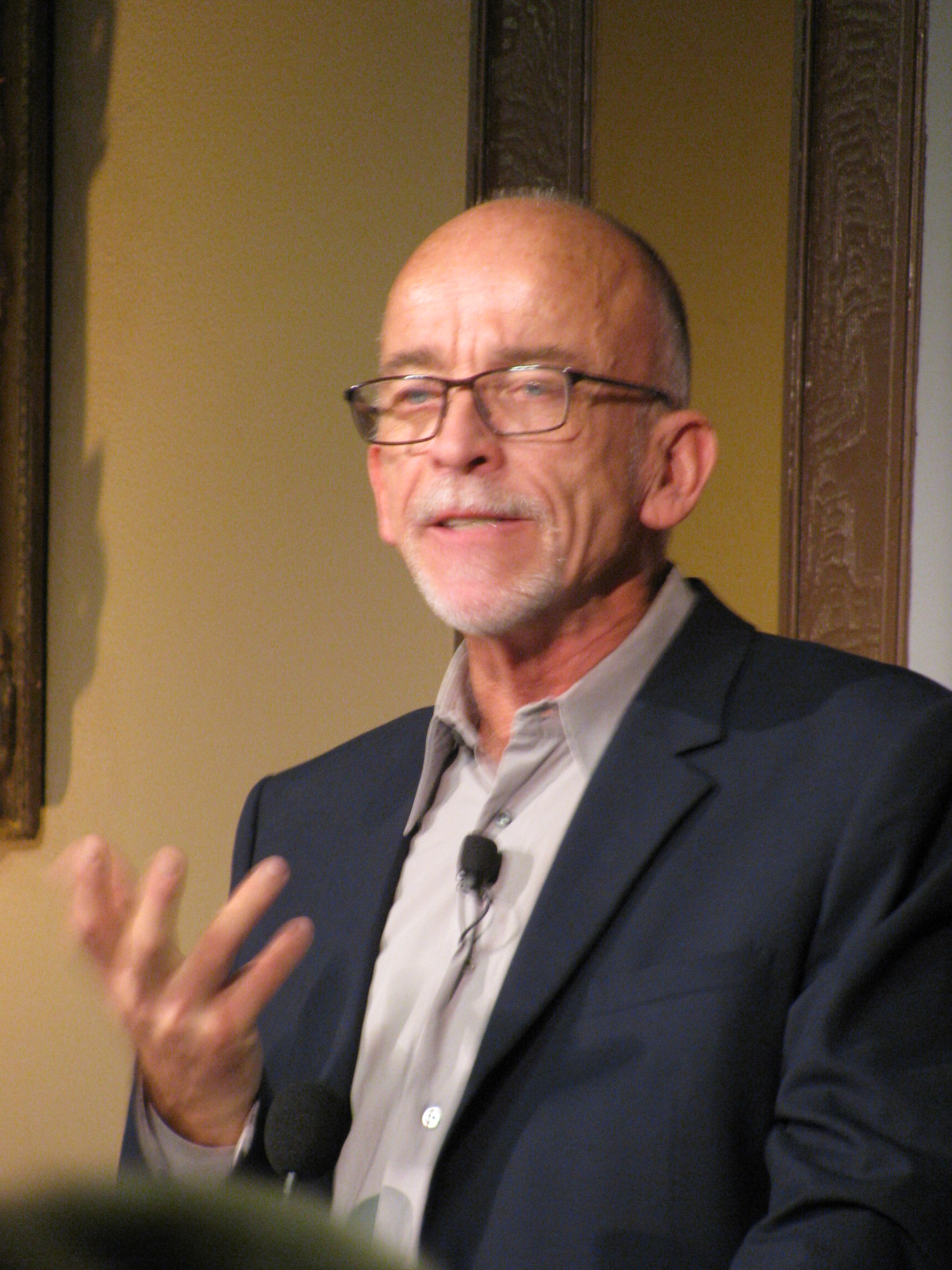
Mark Doty, 2013

Mark Doty (* 10. August 1953 in Maryville, Tennessee) ist ein US-amerikanischer Anglist, Autor, Lyriker und Essayist.

## Leben
Doty studierte an der Drake University in Des Moines, Iowa und am Goddard College in Plainfield, Vermont. Er ist Autor von Sachbüchern und von sieben Gedichtbänden. An der Rutgers University in New Jersey lehrt Doty Anglistik und Kreatives Schreiben.
1989 wurde sein Partner Wally Roberts HIV-positiv getestet. Nach Roberts Tod 1994 schrieb er in Erinnerung an ihn das Buch Heaven's Coast: A Memoir. Von 2008 bis 2013 war Doty mit dem Schriftsteller Paul Lisicky verheiratet. Seit 2015 ist Doty mit Alexander Hadel verheiratet und wohnt in New York City.

## Preise und Auszeichnungen
Doty erhielt Stipendien von der Guggenheim Foundation, der Ingram Merrill Foundation, dem National Endowment for the Arts, der Rockefeller Foundation und der Whiting Foundation.
- 1995: T.S. Eliot Prize for Poetry[5]
- 1996: PEN/Martha Albrand Award for First Nonfiction für Heaven's Coast[6]
- 2008: National Book Award for Poetry für Fire to Fire[7]

## Werke (Auswahl)
Gedichtsammlungen
- Turtle, swan. David R. Godine, 1987.
- Bethlehem in Broad Daylight. David R. Godine, 1991. Neuauflage mit Turtle, Swan, University of Illinois Press, 2000
- My Alexandria: Poems. University of Illinois Press, 1993, ISBN 0-252-06317-1 (archive.org).
- Atlantis. HarperCollins, 1995.
- Sweet Machine. Harper Flamingo, 1998.
- Murano: Poem. Getty Publications, 2000, ISBN 0-89236-598-6 (archive.org). Neuauflage von Sweet Machine
- Source. HarperCollins, 2001 (archive.org).
- School of the Arts. HarperCollins, 2005 (archive.org).
- Fire to Fire: New and Selected Poems. HarperCollins, 2008, ISBN 978-0-06-075247-7.
- Theories and Apparitions. Jonathan Cape, 2008.
- Paragon Park. David R. Godine, 2012, ISBN 978-1-56792-442-8. Neuauflage von Turtle, Swan und Bethlehem in Broad Daylight, mit einer Auswahl früherer Gedichte
- mit Darren Waterston: A Swarm, A Flock, A Host. Prestel, 2013.
- Deep Lane: Poems. W. W. Norton & Company, 2015, ISBN 978-0-393-07023-1.

Memoiren
- Heaven's Coast. HarperCollins 1996
- Firebird. A Memoir. HarperCollins 1999.
- Dog Years. HarperCollins, 2007.
- What is the Grass: Walt Whitman in My Life, Norton, 2020

Essays
- Still Life with Oysters and Lemon. On Objects and Intimacy. Beacon Press, 2001, ISBN 0-8070-6609-5.
- The Art of Description. World into Word. Graywolf Books, 2010, ISBN 978-1-55597-563-0.
- Seeing Venice - Bellotto′s Grand Canal. Getty Trust Publications, 2006, ISBN 0-89236-658-3.